# 白斑艾普蛛
白斑艾普蛛（学名：Epeus alboguttatus）为跳蛛科艾普蛛属的动物。分布于缅甸、越南以及中国大陆的浙江等地。该物种的模式产地在缅甸。